# Persika
Als Persika werden antike griechische Geschichtswerke bezeichnet, die das persische Achämenidenreich behandelten und im 5./4. Jahrhundert v. Chr. verfasst wurden.

## Überblick
Die Faszination der Griechen für Persien – mit seiner gewaltigen Ausdehnung, seinen Ressourcen und dem prachtvollen Hof der Großkönige – führte im 5. Jahrhundert v. Chr. zu der Entstehung spezieller Werke, die ausschließlich die persische Geschichte schilderten und deren Fokus auch nicht auf den militärischen Auseinandersetzungen, sondern vielmehr auf den kulturellen Kontakten lag. Das Interesse der Griechen an Persien war konstant vorhanden, vom frühen 5. Jahrhundert v. Chr. (also der Zeit des Beginns griechischer Geschichtsschreibung) bis in die Zeit des Untergangs des Achämenidenreichs infolge des Alexanderzugs. Dabei ist auch hervorzuheben, dass keineswegs ausschließlich gegen die Perser polemisiert wurde, sondern dass gerade in den Berichten von Griechen, deren Städte teilweise selbst unter persischer Herrschaft standen bzw. gestanden hatten, kein scharfes Freund-Feind-Denken bestand. Literarisch boten diese Berichte außerdem die Möglichkeit, exotische und spektakulär wirkende Erzählungen zu verarbeiten.
Von diesen Persika (der Titel ist grob als „Persische Geschichte“ übersetzbar), die ein eigenes literarisches Genre darstellen, sind allerdings nur noch Fragmente erhalten (siehe Felix Jacoby, Die Fragmente der griechischen Historiker = FGrHist). Die vollständig erhaltenen Historien Herodots, deren Höhepunkt die Darstellung des Perserkriegs war, gehören hingegen nicht in dieses Genre, da sie wesentlich breiter angelegt sind.

## Autoren
Dionysios von Milet
Über Dionysios, den ersten Verfasser von Persika, ist nur sehr wenig bekannt. Er lebte im späten 6./frühen 5. Jahrhundert v. Chr. und schrieb sowohl eine Geschichte Persiens (wohl bis Dareios I. reichend) als auch ein Werk über die Ereignisse nach Dareios (FGrHist 687). Die wenigen Fragmente seiner Werke erlauben kaum eine genauere Charakterisierung.
Charon von Lampsakos
Charon schrieb Persika in zwei Büchern (FGrHist 262). Es wurde in der älteren Forschung oft angenommen, dass er vor Herodot schrieb (anders jedoch bereits Felix Jacoby, der Charon für einen später lebenden Autor hielt) und er möglicherweise sogar eine Quelle für dessen Historien war. In der neueren Forschung wird sein Schaffen jedoch meistens in der Zeit nach Herodot angesiedelt.
Hellanikos von Lesbos
Hellanikos war ein Zeitgenosse Herodots und stammte aus einer Stadt, die längere Zeit unter persischer Herrschaft stand. Hellanikos verfasste zahlreiche Werke, darunter auch eine „Geschichte Persiens“ in mindestens zwei Büchern (FGrHist 687a). Darin beschrieb er auch die Geschichte der Assyrer und Babylonier. Das Werk reichte wohl bis zur Schlacht von Salamis (480 v. Chr.). Oft wird angenommen, dass er vor Herodot schrieb (möglich ist aber auch eine Abfassung ungefähr zur gleichen Zeit), da eine knappe persische Geschichte kurz nach der Veröffentlichung der Historien Herodots eher unwahrscheinlich ist.
Ktesias von Knidos
Ktesias von Knidos ist einer der berühmtesten (und berüchtigtsten) Autoren persischer Geschichte in der Antike. Ktesias war als Arzt mehrere Jahre am Hof von Artaxerxes II. tätig und hatte somit einen guten Einblick in die dortigen Verhältnisse. Kurz nach 397 v. Chr. kehrte er nach Knidos zurück und schrieb dort neben anderen Werken (darunter Indika, eine mit Fabelgeschichten ausgestaltete Geschichte Indiens) seine 23 Bücher umfassende Geschichte Persiens (FGrHist 688). Obwohl Ktesias die Möglichkeit gehabt hätte, aus seinen Kenntnissen über die internen Verhältnisse in Persien zu berichten, schrieb er nicht zuletzt mit der Intention, Herodot zu „korrigieren“ – wobei er teils scharf gegen Herodot polemisierte, aber selbst mehrere Fehler machte. Sein Geschichtswerk, das vor allem in einem Auszug bei Photios und mehreren Zitaten bei anderen Autoren vorliegt, ist oft wenig zuverlässig. In dem Werk wurde in den ersten sechs Büchern auch auf die Geschichte des assyrischen Reiches eingegangen (Assyriaka), die Schilderung reichte dann weiter über die persische Geschichte bis in Ktesias’ eigene Zeit.
Offenbar war der Schwerpunkt der Persika weniger die Ereignisgeschichte (auch die Perserkriege spielen eine eher untergeordnete Rolle); vielmehr beschrieb Ktesias ausführlich das Hofleben, das von Intrigen und Haremsgeschichten geprägt sei. Das Bild eines dekadenten, im Luxus schwelgenden Hofes war recht einflussreich. Es spiegelt aber möglicherweise vor allem die griechischen Vorstellungen vom Hofleben der Großkönige wider und ist dafür eine durchaus ergiebige Quelle. Verwertbare zuverlässige Informationen sind hingegen eher selten, zumal Ktesias mit zahlreichen Klischees arbeitete, obwohl er angibt, Zugang zu persischem Archivmaterial gehabt zu haben. Allerdings meinen manche Forscher, dass Ktesias durchaus Zugriff auf lokale Erzählungen gehabt hat und diese verarbeitet hat.
Die Persika wurden von zahlreichen späteren Autoren (unter anderem Diodor) herangezogen, doch wurde die nicht selten unzuverlässige Darstellung, die teils angereichert ist mit phantastischen Ausführungen, bereits in der Antike kritisiert. In der älteren Forschung wurde das von Ktesias vermittelte Persienbild bisweilen als glaubwürdig betrachtet (so noch Karl Julius Beloch), doch überwog insgesamt eine negative Beurteilung des Werks.
Ein Teil der neueren Forschung hingegen hat ein differenzierteres Bild entwickelt, wobei nicht alle von Ktesias’ Angaben pauschal angezweifelt werden und ebenso angenommen wird, dass Ktesias auf mündliche persische Traditionen zurückgriff und dafür eine nicht unwichtige Quelle ist. Die Berichte über Hofinterna spiegeln dabei wohl seinen Blickwinkel wider, zumal sich Ktesias vorwiegend am persischen Königshof aufhielt. Möglicherweise vermitteln die Fragmente des Werks auch ein schiefes Bild, denn die Persika mögen durchaus differenziertere Schilderungen enthalten haben, die aber nicht überliefert sind. Während außerdem die Berichte über die ferne Vergangenheit bei Ktesias zwar faktisch keinen historischen Wert haben, sind die eher zeitgenössischen Schilderungen nicht unbedeutend.
Bemerkenswert bleibt jedenfalls die Tatsache, dass mit Ktesias erstmals ein Grieche versucht hatte, eine persische Geschichte unter Einschluss der gesamten altorientalischen Geschichte zu schreiben und dabei durchaus persische Standpunkte einbezog. Dennoch spiegelt das Persienbild des Ktesias vor allem einen griechischen Blickwinkel wider.
Dinon von Kolophon
Dinon, Vater des Alexanderhistorikers Kleitarchos, verfasste um die Mitte des 4. Jahrhunderts v. Chr. eine „Persische Geschichte“, von der mehrere Fragmente erhalten sind (FGrHist 690). Die mit märchenhaften und erotischen Elementen angereichten Persika wurden unter anderem von Plutarch herangezogen, waren aber bei weitem nicht so beliebt wie das Werk des Ktesias, an das Dinon anschloss. Wie dieser bot auch Dinon viele fiktionale Elemente in seiner Erzählung.
Herakleides von Kyme
Über Herakleides, der im 4. Jahrhundert v. Chr. lebte, ist faktisch nichts bekannt. Er verfasste ebenfalls Persika, die in fünf Bücher eingeteilt waren (FGrHist 689). Die Fragmente liefern wichtige und durchaus zuverlässige Informationen zum persischen Hofleben, über das Herakleides offenbar gut informiert war, ebenso wie über die persische Verwaltung. Neben Plutarch benutzte auch Athenaios die Persika.

## Ausgaben und Übersetzungen
Neben Felix Jacoby (Die Fragmente der griechischen Historiker – FGrHist):
- Amélie Kuhrt (Hrsg.): The Persian Empire: A Corpus of Sources of the Achaemenid Period. Routledge, New York 2007 (übersetzte Quellenausschnitte).
- Dominique Lenfant (Hrsg.): Les Histoires perses de Dinon et d’Héraclide, fragments édités, traduits et commentés. De Boccard, Paris 2009.
- Dominique Lenfant (Hrsg.): Ctésias de Cnide. La Perse, l’Inde, autres fragments. Paris 2004 (neue, maßgebliche Edition der Ktesias-Fragmente; enthält jedoch auch Abschnitte, deren Zuweisung an Ktesias von anderen Forschern bestritten wird; Besprechung).
- Friedrich Wilhelm König (Hrsg.): Die Persika des Ktesias von Knidos. Graz 1972.
- Jan P. Stronk: Ctesias’ Persian History. Part I: Introduction, Text, and Translation. Wellem Verlag, Düsseldorf 2010 (Sammlung aller Fragmente mit englischer Übersetzung und ausführlicher Einleitung).